# Via Sbrinz
Die Via Sbrinz – auch Sbrinz–Route – ist ein Schweizer Kulturwanderweg, der in sieben Etappen auf dem historischen Alpen–Transitweg von Luzern (436 m ü. M.) in der Schweiz über den Grimselpass (2164 m ü. M.) nach Domodossola (270 m s.l.m.) in Italien führt.
Die mit ViaSbrinz gekennzeichnete Wanderroute 40 – eine von 65 regionalen Routen – verläuft in fünf Etappen von Stansstad über Engelberg, Engstlenalp, Guttannen und Obergesteln nach Ponte im Val Formazza (so in der Infobox dargestellt).

## Geographie
Die Via Sbrinz führt durch die Täler Sarneraatal (oder alternativ Engelbergertal, Gäntel), Haslital, Obergoms, Ägenetal, Griestal, Valle di Morasco, Val Formazza (Pomatt), Valle Antigorio, Ossolatal (Eschental) und folgt den Flüssen Sarneraa, Giswileraa, Aare, Rotten, Ägene und Toce. 
Die Route wird normalerweise in sieben Tagesetappen zurückgelegt, wobei auf der Nordseite des Alpenkamms die Varianten über den Jochpass oder den Brünig, beide bis Guttannen, gewählt werden können.

### Weg über den Jochpass
- Etappe 1: Stansstad–Stans–Dallenwil–Wolfenschiessen–Grafenort–Engelberg:  26 km, Aufstieg 700 m, Abstieg 140 m, Wanderzeit 7 Stunden ⊙ ⊙

- Etappe 2: Engelberg–Trüebsee–Jochpass–Engstlenalp: 13 km, Aufstieg 1300 m, Abstieg 440 m, 5 Stunden ⊙
- Etappe 3: Engstlenalp–Schwarzental–Wiler–Innertkirchen–Understock–Guttannen: 23 km, Aufstieg 680 m, Abstieg 1450 m, 6 ½ Stunden ⊙

### Variante über den Brünigpass
- Etappe 1: Alpnachstad–Alpnach Dorf–Sarnen–Sachseln–Giswil: 18 km, 420 Höhenmeter, 5 Stunden ⊙ ⊙

- Etappe 2: Giswil–Kaiserstuhl–Lungern–Brünigpass–Meiringen: 22 km, 960 Höhenmeter, 7 ½ Stunden ⊙

- Etappe 3: Meiringen–Wiler–Understock–Guttannen: 20 km, 1060 Höhenmeter,  7 ½ Stunden

### Gemeinsame Route
- Etappe 4: Guttannen–Handegg–Grimselpass–Obergesteln: 25 km, Aufstieg 1450 m, Abstieg 1150 m, 9 Stunden ⊙

- Etappe 5: Obergesteln–Ladstafel–Griespass–Lago di Morasco–Riale: 23 km, 1300 Höhenmeter, 7 ½ Stunden ⊙

- Etappe 6: Riale–Formazza–Foppiano–Cadarese–Piedilago–Premia: 23 km, 1050 Höhenmeter, 7 ½ Stunden ⊙
- Etappe 7: Premia–Crego–Verampio–Crodo–Pontemaglia–Montecrestese–Pontetto–Menogno–Domodossola: 24 km, 390 Höhenmeter, 7 ½ Stunden ⊙

Bei SchweizMobil ist die Route allerdings in fünf Etappen eingeteilt und verläuft über den Jochpass. Die fünfte Etappe wird dann über Riale noch bis Ponte verlängert (auf 27 km, 9 Stunden), wo der Weg endet und die sechste und siebte Etappe entfallen. So ist es auch bei «myswitzerland.com» dargestellt.

## Beschilderung, Verkehrsmittel, Verpflegung, Unterkunft
In der Schweiz sind die gelben Wegweiser mit dem grünen Routenfeld Nr. 40 ViaSbrinz/Sbrinz-Route ergänzt. Die Beschilderung in Italien wird laufend überarbeitet und ergänzt. Die Wanderroute ist durch öffentliche Verkehrsmittel (Bahn, Bergbahn, Bus) erschlossen, womit die Wanderstrecke verkürzt werden kann (Ausnahme Griespass). Für die Verpflegung unterwegs gibt es in den grösseren Siedlungen/Dörfern Gastbetriebe.  An den Etappenorten gibt es einfache bis mittlere Hotels. Unweit des Griespasses befindet sich die Capanna Corno Gries des Schweizer Alpen-Clubs.

## Geschichte
Auf den historischen Saumpfaden brachten Säumer den Hartkäse Sbrinz aus der Innerschweiz zu den italienischen Märkten, wo sie ihn gegen Wein, Mais, Reis, Gewürze und Tuch tauschten. Der Güteraustausch zwischen den Regionen sicherte diesen Alpentälern ein wichtiges Einkommen. Schon im 15. Jahrhundert ermöglichten die Säumer aus Nid- und Obwalden und dem Haslital diesen Warentausch, in dem sie kraftsparende und witterungsbedingt sinnvolle Wegstrecken wählten. So ist die Sbrinz-Route als kürzeste alpenquerende Hauptverbindung zwischen Luzern und Domodossola entstanden. Ihr Name stammt aus der Zeit, als der Innerschweizer Hartkäse eines der wichtigsten Handelsgüter war. 
Sbrinzo ist ein Lombardisches Dialektwort für Hartkäse. Der Begriff könnte auch von der Ortschaft Brienz stammen, das im 16. und 17. Jahrhundert ein Sammelplatz an der Transportroute für Käse aus dem Berner Oberland und der Innerschweiz war.

## Geführte Wanderungen und Förderverein
Auf der Sbrinz-Route werden regelmässig eine Säumer-Wanderwoche und geführte Wanderungen organisiert.
Der Förderverein Sbrinz-Route mit Sitz in Stans wurde 2004 gegründet, um den Regionen der Sbrinz-Route das Kulturgut aus den während Jahrhunderten geprägten Säumerzeit zu erhalten und zu fördern und nahestehende Organisationen zu vernetzen.

## Bilder

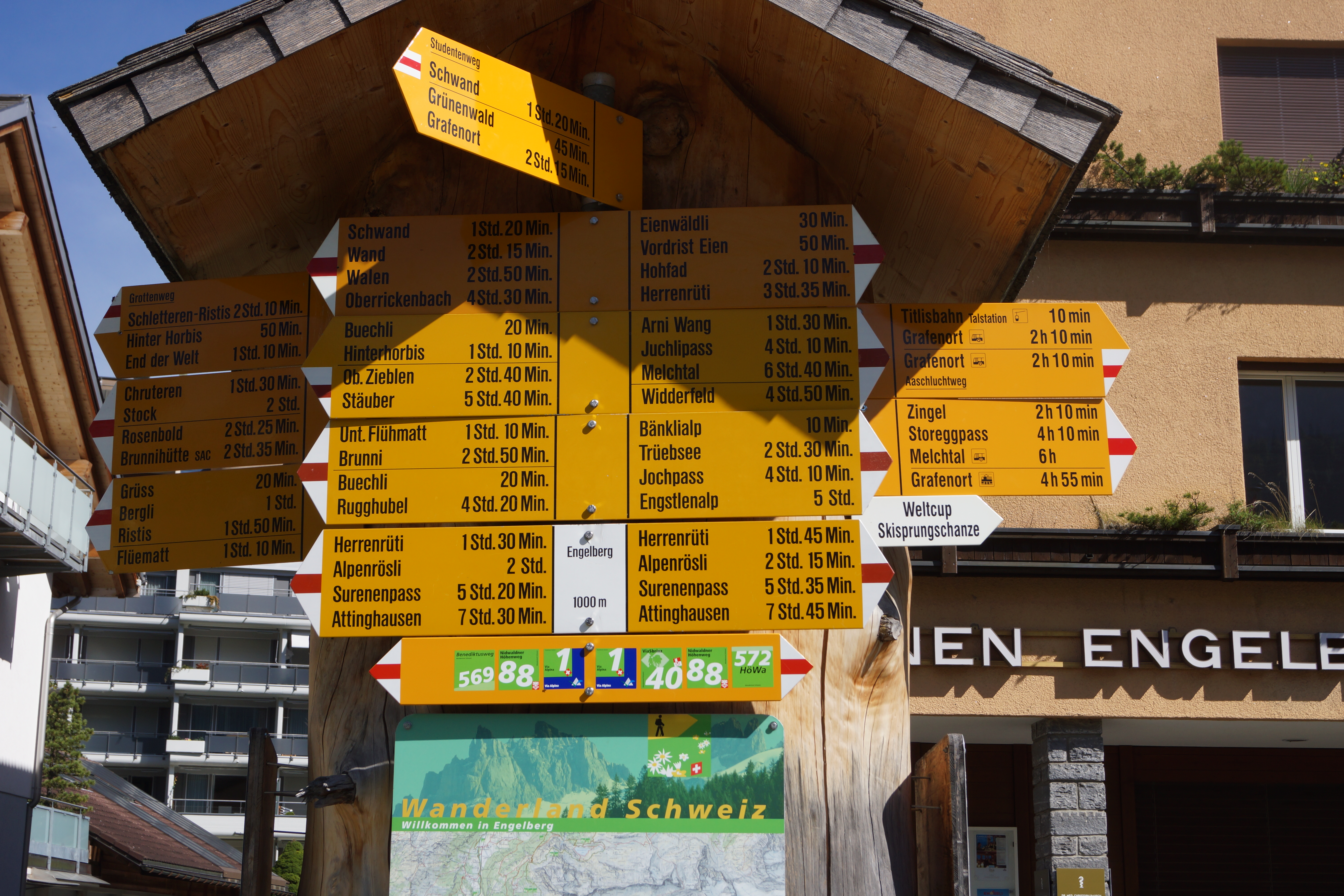
Wegweiser am Engelberger Bahnhof
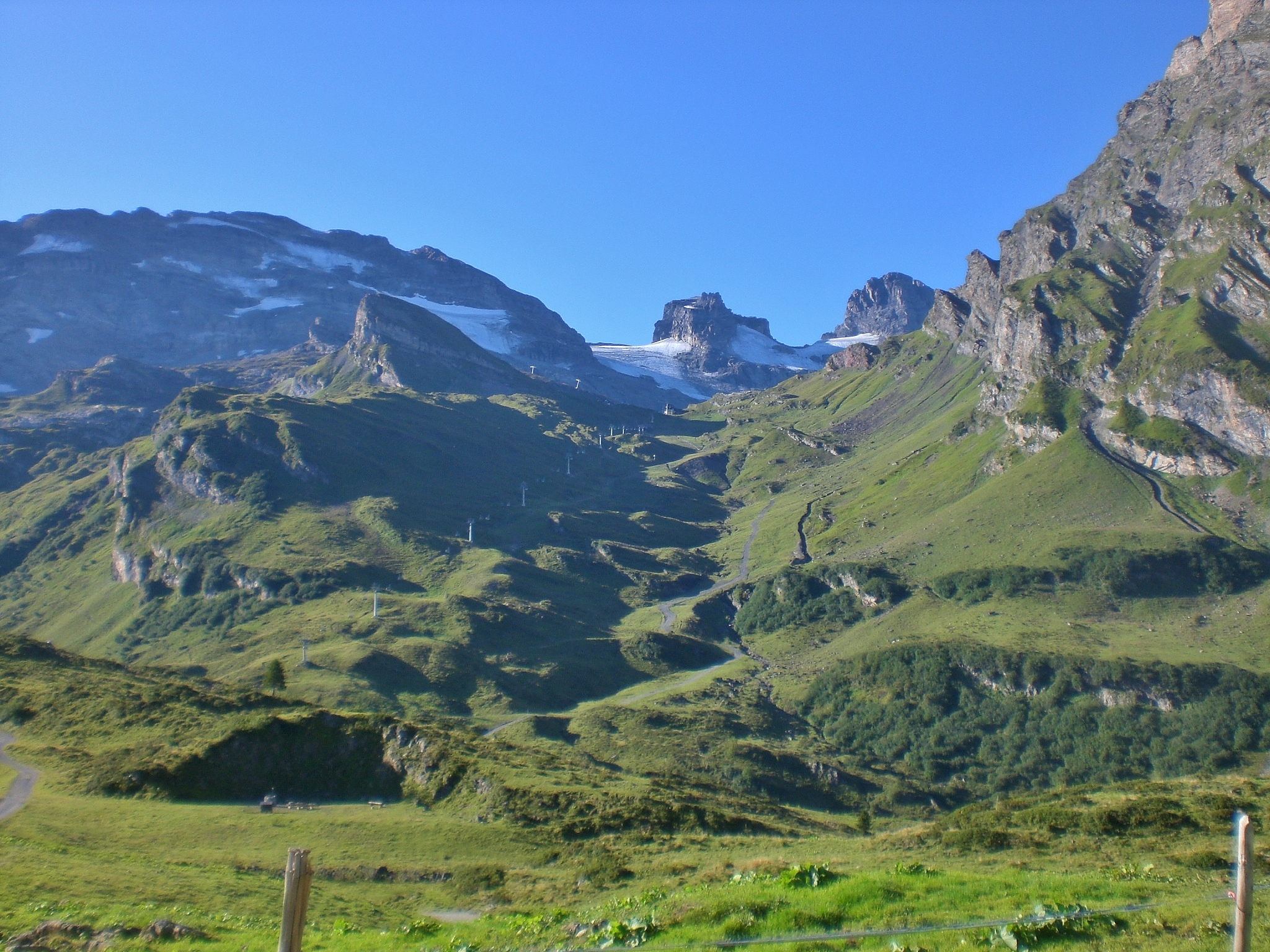
Blick von Ober Trübsee zum Jochpass
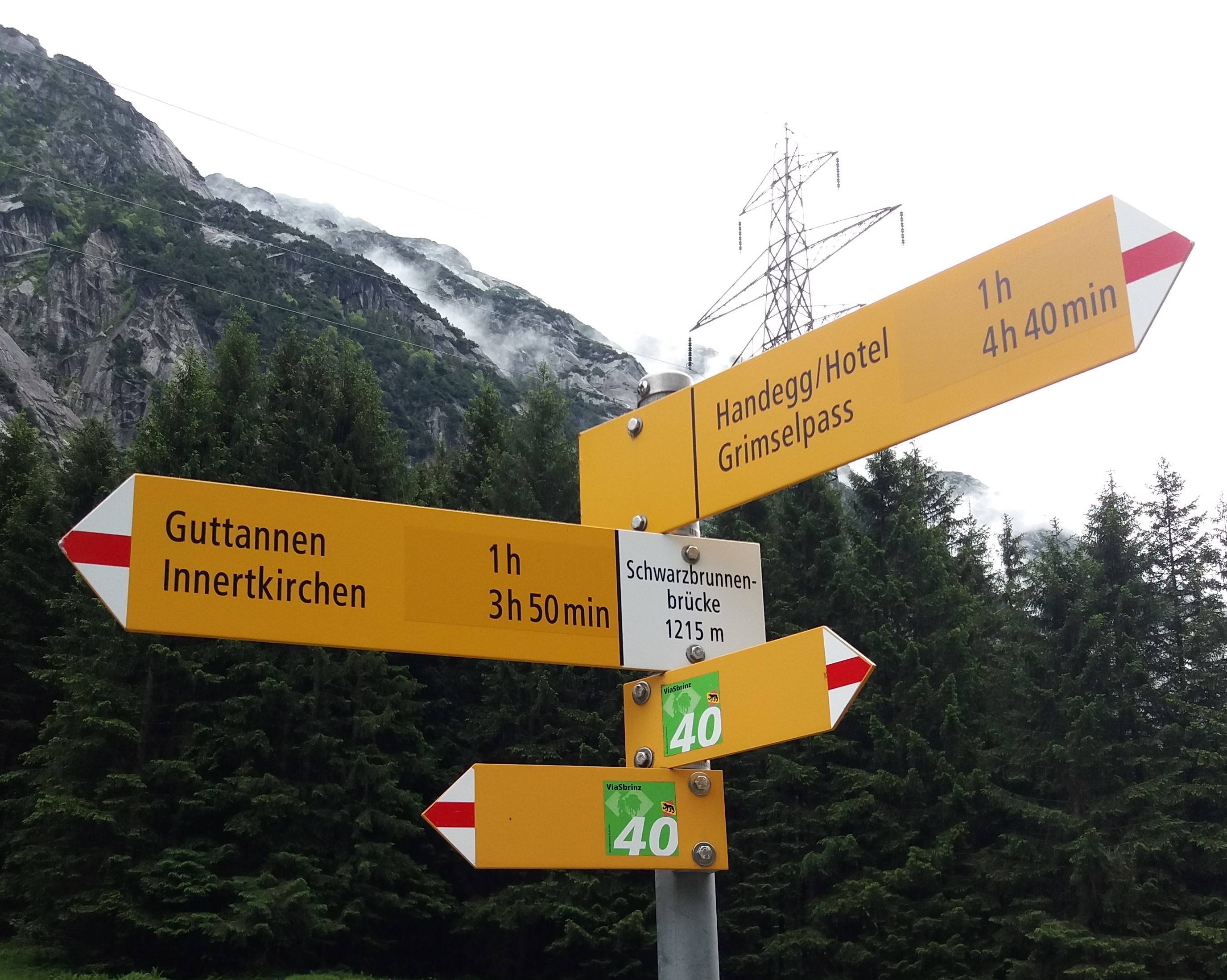
Schwarzbrunnenbrücke südlich von Guttannen
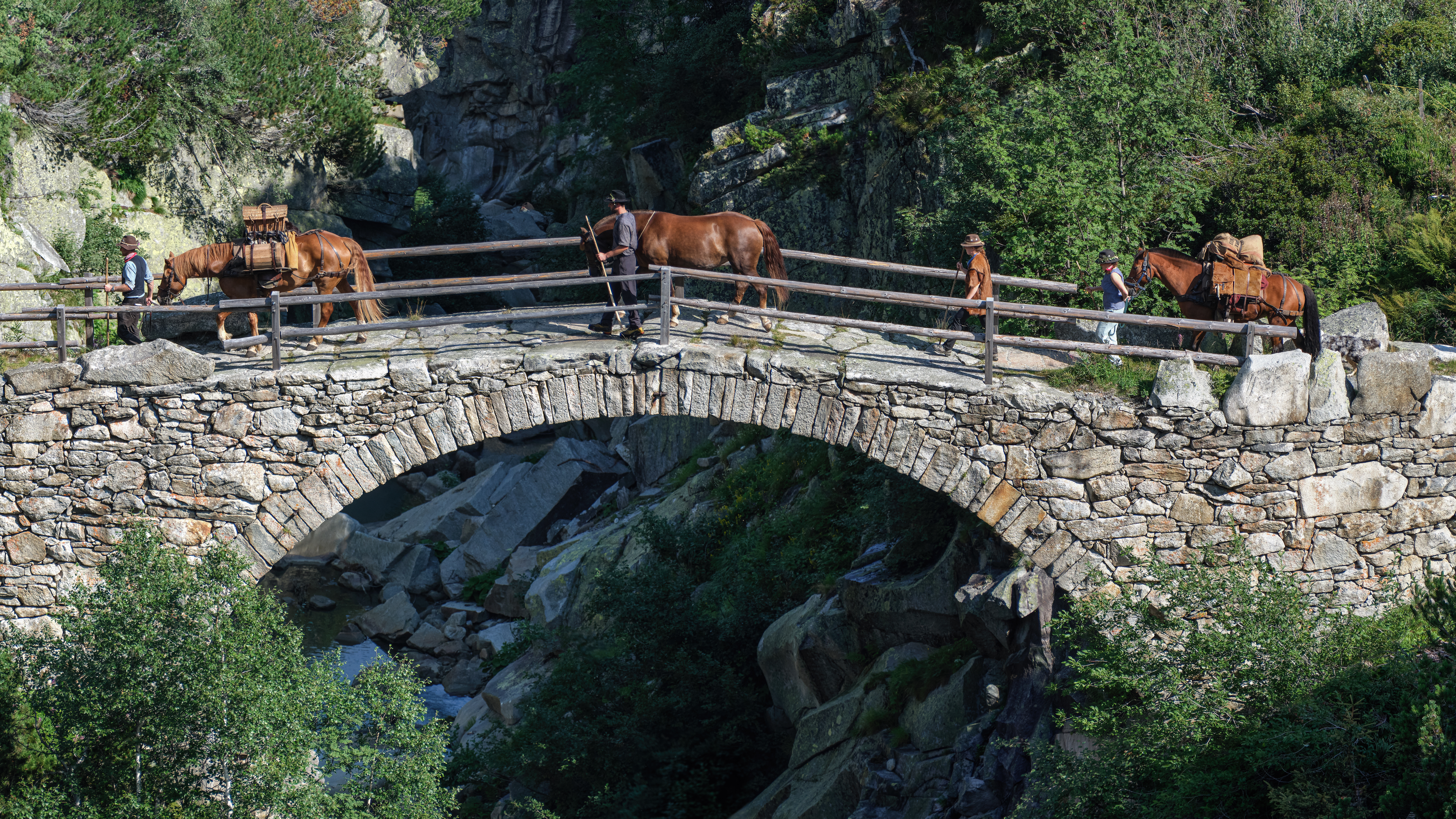
Grimselsaumweg, Bögelisbrüggli zwischen Handegg und Räterichsbodensee
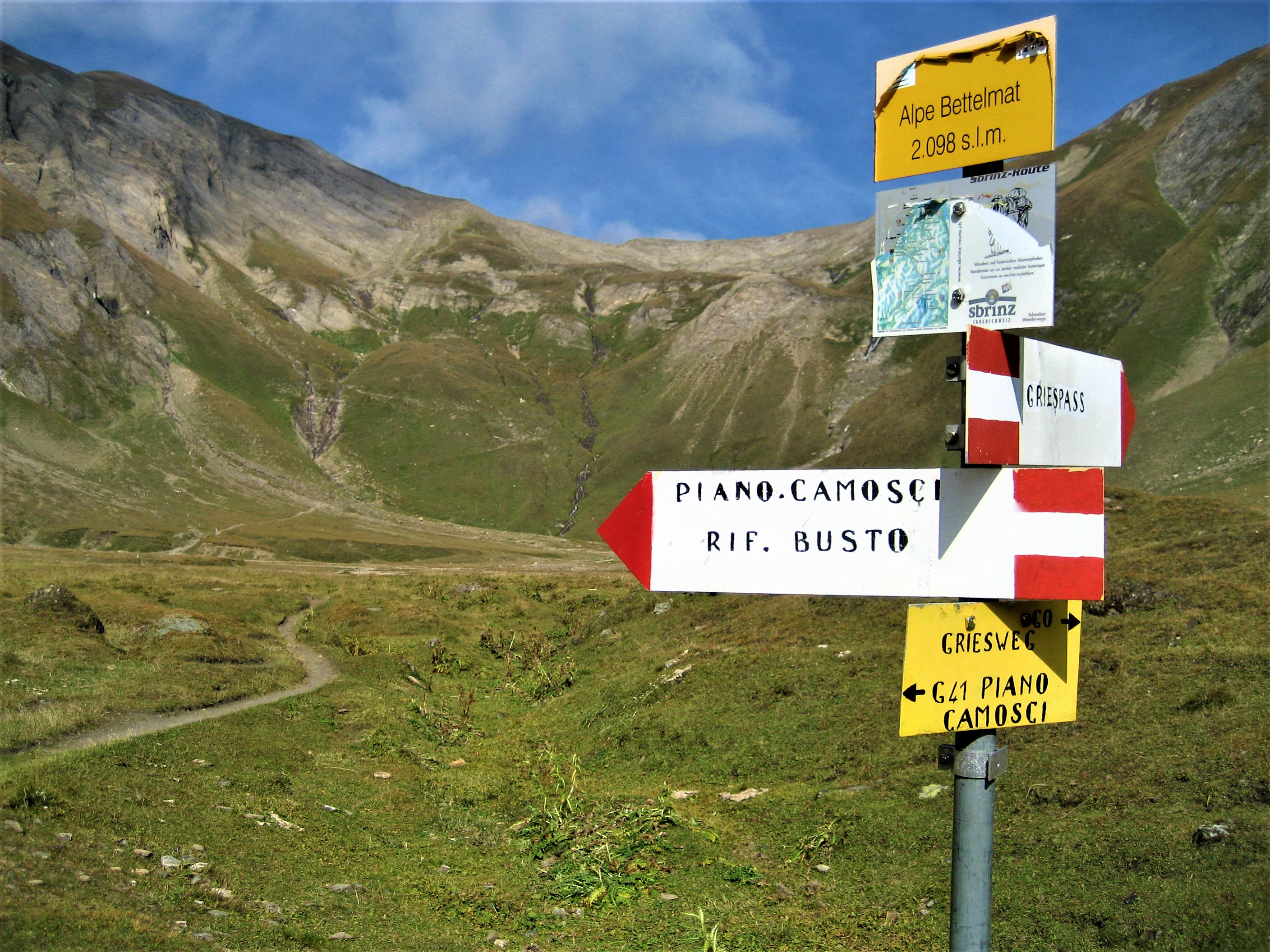
Alp Bättelmatt, südlich des Griespasses
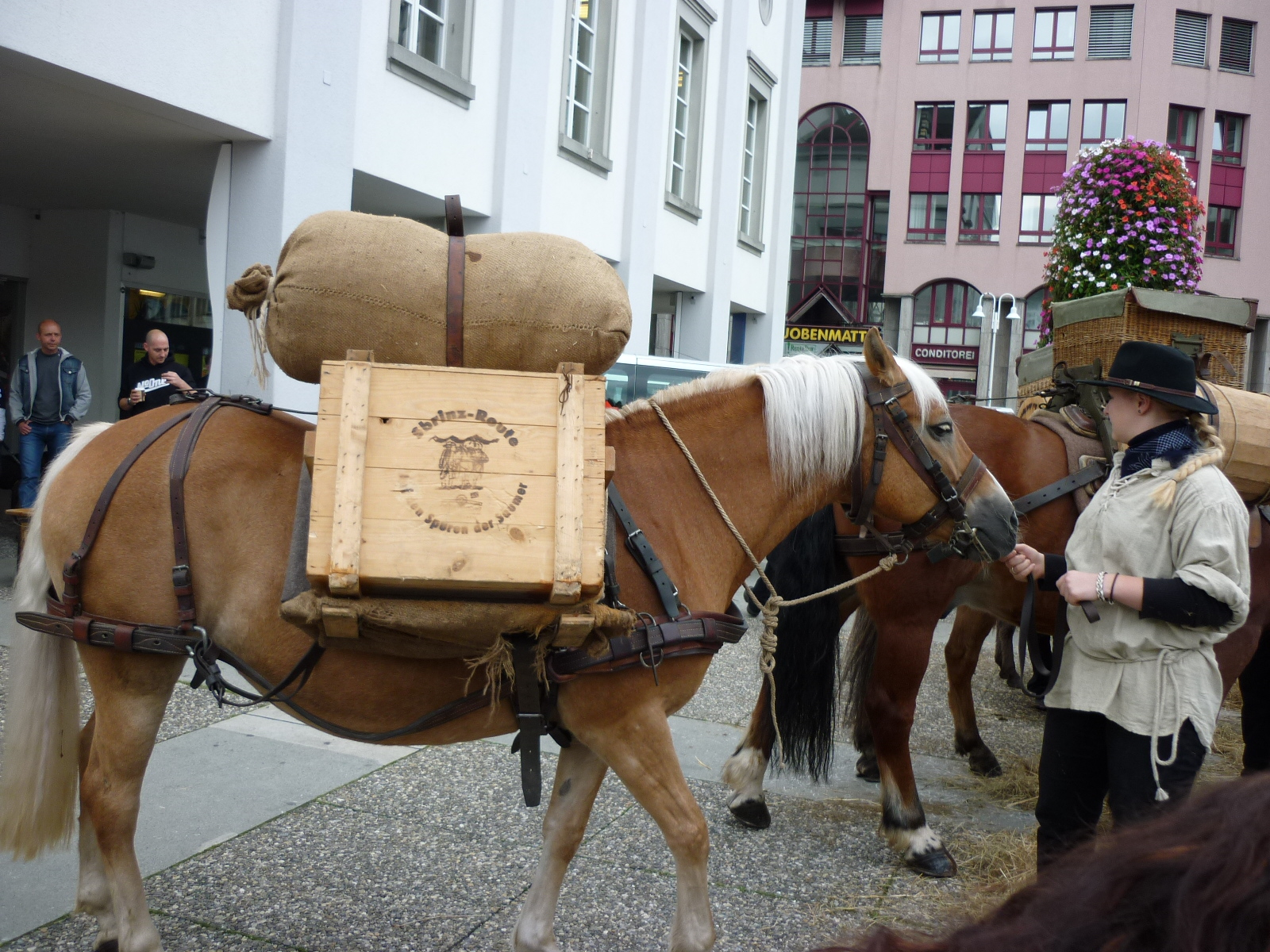
Via Sbrinz: Luzern (nicht Teil der Route)